# Stazione di Acquedolci-San Fratello
La stazione di Acquedolci-San Fratello è una stazione ferroviaria posta sulla linea Palermo-Messina e serve i centri abitati di Acquedolci e di San Fratello.